# Ivan Švear
Ivan Švear (Ivanić-Grad, 26. svibnja 1775. – Požeške Sesvete, 12. listopada 1839.) bio je hrvatski katolički svećenik i povjesničar, autor prve hrvatske povijesti na hrvatskom jeziku.

## Životopis
Rođen je u Ivanić-Gradu u obrtničkoj obitelji gdje je završio pučku školu, a školovanje nastavlja u Zagrebu gdje je završio Klasičnu gimnaziju 1792. godine te poslije upisuje studij teologije jer pokazuje izrazito zanimanje za svećenstvo. Zanimala ga je i politika, imao je smisla za poeziju te je i sam često pisao pjesme. Po završetku studija teologije bio je kapelan u Bedenici i Virju (1789.), te kateheta u Požegi (1813.). Predavao je gramatiku i bio je vrlo poštovan profesor požeške gimnazije. 1816. postaje župnikom u Požeškim Sesvetama, te se bavi župskim i znanstvenim radom. Kao sesvetski župnik uredio je župno gospodarstvo i sastavio vrlo vrijednu župnu spomenicu. Izvrsno se služio latinskim i njemačkim jezikom, pa je tako napisao, uz brojne druge, pjesmu na latinskom "Spomenica Požeških Sesveta" (tiskana 1842.), koja govori o povijesti te župe.

## Povjesničarski rad
Ivan Švear od rane mladosti bavio se povijesno-istraživačkim radom, posebice ga je zanimala moguća povezanost Hrvata, Srba i Slavena s Ilirima. Za života prikupio je opsežnu povijesnu građu koja se bavila tom tematikom. U šezdesetoj godini života počeo je pisati svoju prvu knjigu "Ogledalo Iliriuma" što je prva hrvatska pisana povijest. Djelo je pisao tijekom četiri godine, no nažalost nije doživio i izdanje istog - ono je postumno izlazilo u Zagrebu od 1839. do 1842. Povijesno gledano u tom djelu Švear zagovara tezu da su Iliri autohtoni, a Slaveni njihovi potomci. U prva tri sveska obrađuje staru povijest do 1114. godine, a 4. svezak do 1790. služeći se pritom i požeškim samostanskim ljetopisima koji su kasnije izgorjeli. Švearovo djelo ima posebno značenje, jer je prva narodna povijest pisana hrvatskim (narodnim) jezikom te predstavlja i veliki obol unutar hrvatskog narodnog preporoda.

## Djela
- Ogledalo Iliriuma, iliti Dogodovština Ilirah, Slavinah, stražnji put Horvatah zvanih od potopa, to jest god. sveta 1656. : na četiri strane razdeljena : po dugoterpnom poslu na svetlo dana od Ivana Šveara (1839. – 1842.)

- Strana I. : od potopa, to jest god. Sveta 1656. do god. Rima 714.
- Strana II. : Od narodjenja Isukersta do godine 540.
- Strana III. : Od god. Isusa 540. do god. 1114.
- Strana IV. : od god. Isukersta 1114. do god. 1790. (elektronička inačica)

- Spomenica Požeških Sesveta (1842.)

## Spomen
U spomen na Ivana Šveara srednja škola u Ivanić-Gradu, jedna ulica u Pleternici i jedna ulica u Zagrebu nose njegovo ime.
Prigodom 240. obljetnice njegova rođenja ispred Srednje škole Ivan Švear 2015. godine postavljeno je njegovo spomen-poprsje, autora Ivana Kujundžića.

## Vanjske poveznice
Mrežna mjesta
- Znameniti građani  Arhivirana inačica izvorne stranice od 15. svibnja 2022. (Wayback Machine), Muzej Ivanić-Grada
- Požega u prošlosti[neaktivna poveznica]
- Poznati Pleterničani  Arhivirana inačica izvorne stranice od 22. travnja 2009. (Wayback Machine)